# 神威山力雄
神威山 力雄（かむいやま りきお、1914年6月5日 - 1974年2月19日）は、北海道室蘭市出身で花籠部屋に所属した元大相撲力士。本名は熊谷 力雄。最高位は十両4枚目。

## 経歴
花籠部屋に入門し、1929年5月初土俵を踏む。1934年1月満19歳で十両に昇進。この場所負け越し、幕下に落ちる。1935年1月、一場所で十両に復帰したが、この場所も負け越し再び幕下に落ちる。1936年1月、三度目の十両昇進で勝ち越し、この場所から5場所連続十両の地位にあった。1938年5月幕下に落ち十両復帰を目指し、「神惠山」（かむえやま）に改名（1941年5月）したが、十両に復帰することなく1942年5月に廃業した。1974年死去。

## 改名
神威山→神惠山